# Petrolisthes holthuisi
Petrolisthes holthuisi is een tienpotigensoort uit de familie van de Porcellanidae. De wetenschappelijke naam van de soort is voor het eerst geldig gepubliceerd in 2010 door Hiller & Werding.